# 2000년 미국 상원의원 선거
2000년 미국 상원의원 선거는 2000년 11월에 치른 미국의 상원의원 선거이다.